# 日橋川橋
日橋川橋（にっぱしがわはし、にっぱしがわばし）は福島県会津地方を流れる一級水系阿賀野川水系日橋川に架かる道路橋であり、同名の橋梁が複数存在する。なお当項目では類似名称である新日橋川橋（しんにっぱしがわはし）についても扱う。因みに鉄道橋としてはJR磐越西線第一、第二日橋川橋梁が存在する。

## 磐越自動車道

### 概要
- 全長：203m
- 幅員：9m / 10m（上り/下り）
- 形式：3径間PC箱桁橋
- 竣工：1992年/2000年[1]

耶麻郡磐梯町と会津若松市河東町との市町境である日橋川とそれに並行する市道、町道を渡り、磐越自動車道磐梯山サービスエリア～磐梯河東インターチェンジ間を通す。東詰は磐梯町更科字大山に、西詰は会津若松市河東町八田字北山田に位置する。橋上は現在片側2車線、両側計4車線で供用されており、東から西に向かい軽い左カーブを描いている。開通当初は現在の上り線を用いた暫定2車線で供用されていた。後から開通した下り線側には金属製の欄干がコンクリート壁上に設置されている。

### 沿革
- 1992年10月29日 - 猪苗代磐梯高原インターチェンジ～会津坂下インターチェンジ間の開通に伴い、現在の上り線を用いた暫定2車線で供用が開始される。
- 2001年10月31日 - 磐梯山サービスエリア～磐梯河東インターチェンジ間の4車線化に伴い、現在の下り線の供用が開始される。

### 周辺
- 東京電力リニューアブルパワー 猪苗代第一発電所
- 東京電力リニューアブルパワー 猪苗代第二発電所取水口

### 隣の橋
（上流）十六橋 - 更科橋 - 日橋川橋 - 取上橋 - 日橋川橋（下流）

## 国道121号

### 概要
- 全長：130.5 m
  - 主径間：64.3m
- 幅員：10.5 m
- 形式：2径間連続鋼細幅箱桁橋
- 竣工：2007年
- 施工：巴コーポレーション[2]

河沼郡湯川村と喜多方市塩川町の市町境をなす日橋川を渡り、国道121号会津縦貫北道路塩川インターチェンジ～湯川北インターチェンジ間を通す。北詰は喜多方市塩川町遠田字向牧に、南詰は湯川村浜崎字湊町に位置する。橋上は上下対向2車線で供用され、北から南に向かい軽い左カーブを描いている。

### 沿革
- 2009年10月4日 - 塩川インターチェンジ～湯川北インターチェンジ間の開通に伴い供用が開始される。

### 周辺
- 日橋川緑地公園
- 大光寺
- 春日神社

### 隣の橋
（上流）南大橋 - JR磐越西線第二日橋川橋梁 - 日橋川橋 - 山王橋（阿賀川合流点）

## 磐梯町道
- 全長：81.16m
- 幅員：8m
- 形式：2径間鋼鈑桁橋
- 竣工：1984年[3]

耶麻郡磐梯町と会津若松市の市町境をなす日橋川を渡り、磐梯町道大寺八田野線を通す。東詰は磐梯町大谷字日知坂、字川辺に、西詰は会津若松市河東町八田字漆沢に位置する。橋上は上下対向2車線で供用され、歩道は設置されていない。旧来の二本松街道下街道にあたり、県道橋として建設され、後述の新日橋川橋を含むバイパス区間の開通をもって町道橋として移管された。

### 沿革
当地には中世より橋が掛けられ、新橋（にっぱし）と名付けられ、のちに下流の現在の喜多方市塩川町に新たに新橋が掛けられた際に日橋へと表記が変わったと伝えられ、これが日橋川の河川名称の由来ともいわれている。大谷川、花川に架かる橋とあわせ慧日寺の三橋と言われていた。
- 1589年 - 猪苗代盛国により橋が落とされる（摺上原の戦い）。以後1802年までの間に12回架け替えられたとされる[5]。
- 1984年 - 現在の橋梁が県道会津若松裏磐梯線の橋梁として架設される。
- 1994年12月27日 - 新日橋川橋開通に伴い町道橋へ移管される。

### 周辺
- 東京電力リニューアブルパワー 猪苗代第二発電所
- 東京電力リニューアブルパワー 猪苗代第三発電所取水口
- シグマ 会津工場

### 隣の橋
（上流）日橋川橋 - 取上橋 - 日橋川橋 - 新日橋川橋 - JR磐越西線第一日橋川橋梁 （下流）

## 新日橋川橋

### 概要
- 全長：132 m
  - 主径間：70.3m
- 幅員：6.5（12.5） m[6]
- 形式：2径間PC連続ラーメン箱桁橋
- 竣工：1994年度

前述の磐梯町道日橋川橋の下流側に位置する新道橋であり、福島県道64号会津若松裏磐梯線を通す。南詰は会津若松市河東町八田字漆沢に、北詰は磐梯町大谷字日知坂に位置する。沼田地区路線付け替え工事によるバイパス道路建設に伴い架設された。橋上は上下対向2車線で供用され、上下両側に歩道が設置されている。照明灯や歩道舗装材は周辺環境に配慮した色が用いられている。総工費は5億5千万円。

### 沿革
- 1991年度 - 着工
- 1994年12月27日 - バイパス路線開通に伴い供用が開始される[8]。

### 周辺
- 磐越自動車道磐梯河東インターチェンジ
- シグマ 会津工場

### 隣の橋
（上流）取上橋 - 日橋川橋 - 新日橋川橋 - JR磐越西線第一日橋川橋梁 - 新橋（下流）